# István Gyulai

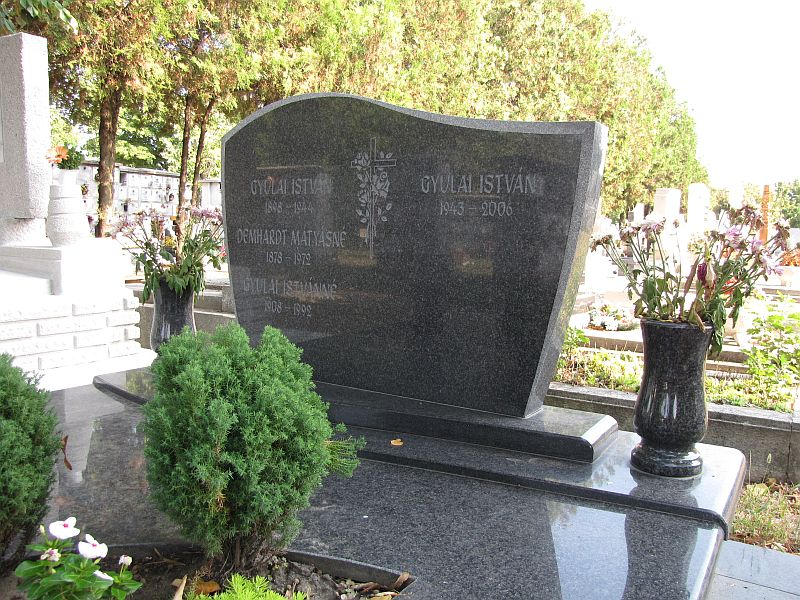
Grabstätte auf dem Friedhof in Pestszenterzsébet

István Gyulai (* 21. März 1943 in Budapest, Königreich Ungarn; † 12. März 2006 in Monte Carlo) war ein ungarischer Sprinter.

## Werdegang
Bei den Olympischen Spielen 1964 in Tokio schied er über 400 m im Vorlauf aus.
1966 erreichte er bei den Leichtathletik-Europameisterschaften in Budapest über 200 m das Halbfinale und trug mit einem Einsatz im Vorlauf zum achten Platz der ungarischen Mannschaft in der 4-mal-400-Meter-Staffel bei.
1963, 1964 und 1966 wurde er Ungarischer Meister über 400 m. Seine persönliche Bestzeit über diese Distanz von 47,3 s stellte er 1963 auf.
Später arbeitete er als Kommentator beim ungarischen Fernsehen, bei dem er es bis zum Sportchef brachte. Seit 1991 war Gyulai Generalsekretär des internationalen Leichtathletik-Verbandes IAAF. 
Er war mit der Mittelstreckenläuferin und Sprinterin Olga Kazi verheiratet. 